# 134
134 (CXXXIV) var ett normalår som började en torsdag i den julianska kalendern.

## Händelser

### Okänt datum
- En lag antas i Rom, vilken förbättrar ställningen för fria arbetare.
- Arrianus, romersk guvernör över Kappadokien, avvärjer ett anfall av alanerna, en nomadisk stam från sydöstra Ryssland.
- Romarna återtar Jerusalem. Den till största delen förstörda staden döps om till Aelia Capitolina.
- Athenaeum, ett universitet för studier av retorik, juridik och filosofi, öppnas i Rom.

## Avlidna
- Jima, kung av det koreanska kungadömet Silla